# Pierre Cathala

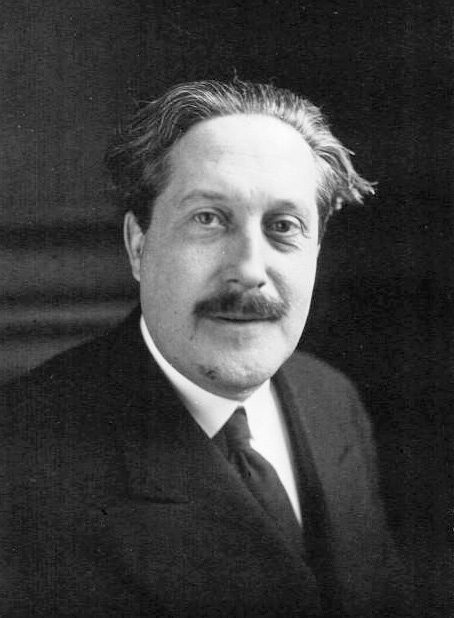
Cathala in 1931

Pierre Cathala (Montfort-sur-Meu (Ille-et-Vilaine), 22 september 1888 – Parijs, 27 juli 1947) was een Franse advocaat en politicus.
Cathala was de zoon van een sous-préfet. Hij studeerde in Parijs. Cathala was voor een tijd secretaris-generaal van de Républicains Radicaux et Radicaux-Socialistes en ging vervolgens in 1935 over na de Radicaux Indépendants. Hij werd in 1928 en 1936 als afgevaardigde voor Seine & Oise (Pontoise)  gekozen. In maart 1930 werd Cathala kabinetschef van Pierre Laval, minister van Arbeid (1930) en werd benoemd tot onderstaatssecretaris voor Arbeid en Sociale zekerheid (1930). In januari 1931 werd Cathala benoemd tot onderstaatssecretaris bij het  présidence du Conseil, belast met Binnenlandse Zaken. Van juni 1935 tot januari 1936 was hij minister van Landbouw. 
In september 1939 werd Pierre Cathala gemobiliseerd door de militaire justitie. Van juli tot december 1940 was hij secretaris-generaal van Post, Telegrafie en Telefonie. Na de terugkeer van Pierre Laval als premier werd Cathala in april 1942 benoemd tot minister van Nationale Economie en Financiën wat hij tot augustus 1944 bleef. Vanaf januari 1944 werd Cathala ook nog minister van Landbouw (maart 1944: minister van Landbouw en Voedselvoorziening). 
Trouw aan Pierre Laval zette Cathala het financiële beleid van zijn voorganger voor maar met handelingsvrijheid die steeds meer werd beperkt. Bij verstek veroordeeld na de bevrijding door het  Haute Cour de Justice, hij was tussen augustus 1944 en maart 1947 bijna de gehele tijd ondergedoken geweest.
- Bibliothèque nationale de France: cb10346026n (data)
- International Standard Name Identifier: 0000 0000 6641 1751
- Library of Congress Control Number: no2009127096
- Système universitaire de documentation: 091645646
- Virtual International Authority File: 24590769
- WorldCat: E39PBJdx3yFDq7r64MXwCV3vpP